# 2005 en Inde
Chronologie de l'Inde
- 2001
- 2002
- 2003
- 2004
- 2005
- 2006
- 2007
- 2008
- 2009

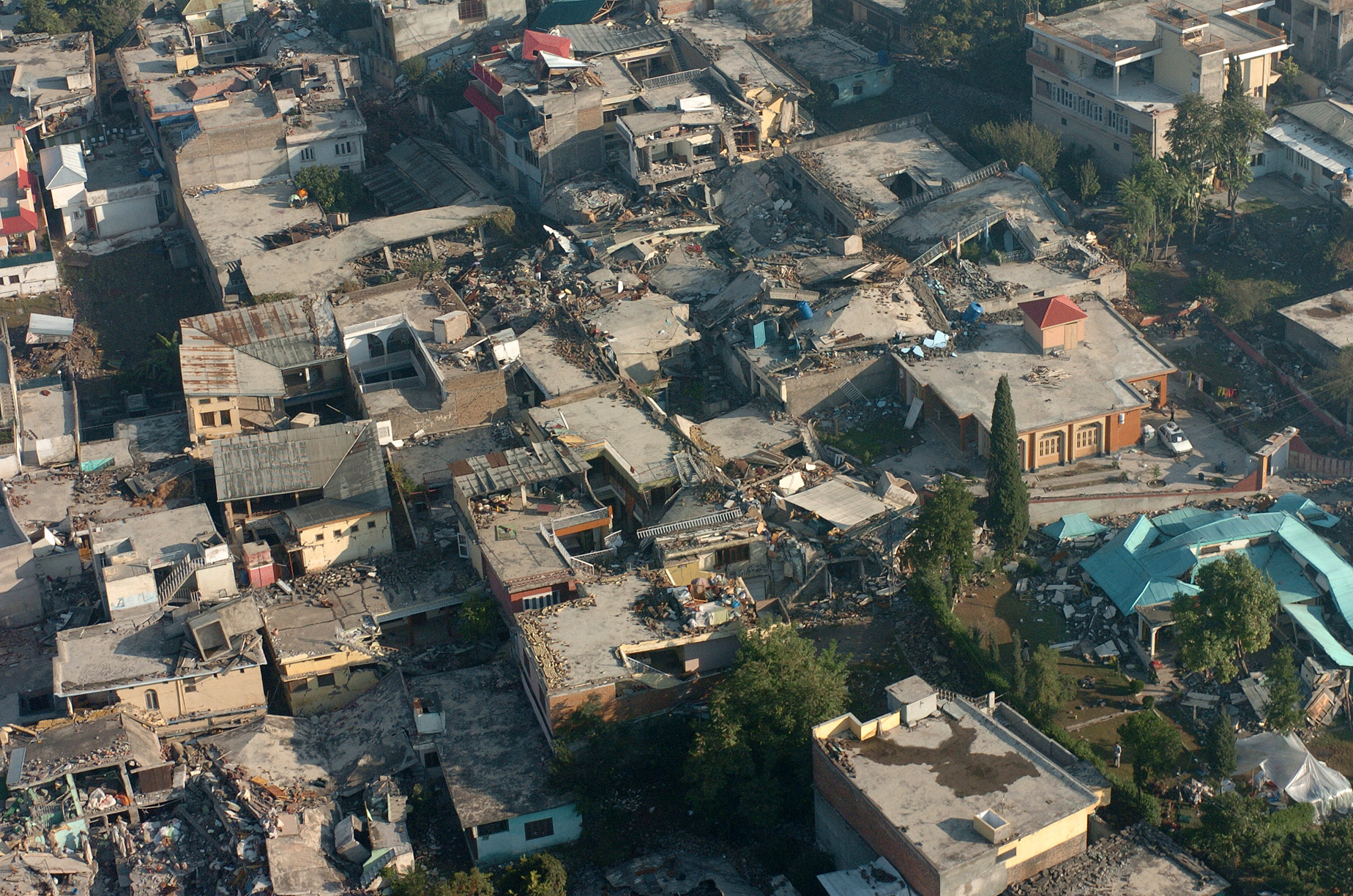
Séisme au Cachemire (8 octobre).

Cette page concerne les évènements survenus en 2005 en Inde :

## Évènement
- Affaire Rupan Deol Bajaj
- Opération Duryodhana (en), affaire de corruption de parlementaires.
- 3 février : Catastrophe au passage à niveau de Nagpur (en) (bilan : 58 morts)
- 21 février : Verdict dans l'affaire Amar Nath Sehgal v. Union of India (en)
- 21 avril : Accident du train de Vadodara (en)
- 5 mai : Lancement du satellite HAMSAT (en)
- 15 juin : Loi sur le droit à l'information (en)
- 28 juillet : Attentat à la bombe sur le train Shramjeevi Express, près de Jawnpur : 14 morts et 62 blessés[1].
- 23 août : Effondrement de la résidence Sadaf Manzil (en)
- 30 septembre : Massacre du vendredi noir (en).
- 8 octobre : Séisme au Cachemire (bilan : 74 702 morts - 106 280 blessés)
- 3 octobre : Accident du chemin de fer de Datia (en) (bilan : 114 morts - 300 blessés)
- 29 octobre : 
  - Triple attentats à New Delhi
  - Accident du train de Valigonda (en)
- novembre-décembre : Inondations de Chennai (en)
- 26 novembre : Mort de Sohrabuddin Sheikh (en)
- 22 décembre : Lancement du satellite INSAT-4A (en)

## Cinéma
- 2 février : 51e cérémonie des National Film Awards (en)
- 26 février : 50e cérémonie des Filmfare Awards
- 24 juin : 6e cérémonie des International Indian Film Academy Awards à Amsterdam.

### Sorties de films
- Anniyan
- Antar Mahal
- Barsaat
- Bewafaa
- Black
- Bluffmaster!
- Bunty Aur Babli
- Chandramukhi
- D
- Dus
- Elaan
- Garam Masala
- Ghajini
- Hanuman
- Kaal
- Kalyug
- Kisna: The Warrior Poet
- Lucky: No Time for Love
- Maine Gandhi Ko Nahin Mara
- Maine Pyaar Kyun Kiya?
- Majaa
- Mangal Pandey: The Rising
- Mumbai Express
- My Brother… Nikhil
- My Wife's Murder
- Naina
- Neal'N'Nikki
- Neuf émotions
- No Entry
- Page 3
- Paheli, le fantôme de l'amour
- Parineeta
- Pyaar Mein Twist
- Salaam Namaste
- Sarkar
- Shabd
- Silsiilay
- Vaada
- Water
- Yahaan
- Yakeen

## Littérature
- Babyji (en), roman d'Abha Dawesar
- Deo Langkhui (en), roman de Rita Chowdhury
- Un infidèle en Égypte (en), roman d'Amitav Ghosh
- Les Fabuleuses Aventures d'un Indien malchanceux qui devint milliardaire, roman de Vikas Swarup
- Mahanayak (en), roman de Vishwas Patil (en)
- Mediocre But Arrogant (en), roman d'Abhijit Bhaduri (en)
- One Night @ the Call Center (en), roman de Chetan Bhagat (hi)
- Othappu (en), roman de Sarah Joseph
- The Ashram (en), roman de Sattar Memon (en)
- The Dark Abode (en), roman de Sarojini Sahoo
- The Man from Chinnamasta (en), roman de Mamoni Raisom Goswami (en).
- The Manticore's Secret (en), roman de Samit Basu (en)

## Sport
- Championnat d'Inde de football 2004-2005
- Championnat d'Inde de football 2005-2006
- Championnat du monde masculin de volley-ball des moins de 21 ans
- Championnats d'Asie de cyclisme à Ludhiana.
- Tournoi de tennis de Chennai
- Tournoi de tennis d'Hyderâbâd
- Tournoi de tennis d'Inde

## Création
- Bilaspur–Tirupati Express (en)
- Garib Rath Express (en)
- INRegistry (en)
- Prix Kural Peedam (en)
- Parti communiste marxiste de l'Inde (unifié) (en)

## Dissolution
- Parti communiste indien (marxiste-léniniste) Drapeau rouge (en)
- Parti communiste marxiste de l'Inde (en)
- Wisden Asia Cricket (en), magazine.

## Naissance
- Lakshmi Tatma, enfant née avec quatre bras et quatre jambes.